# Přílepy (Okrug Kroměříž)
Přílepy je selo i središte istoimene općine u okrugu Kroměříž, Zlínski kraj, poznato kao rodno mjesto češkog nogometaša Zdeněka Grygere.
Prema popisu iz 2012. godine, na površini od 3,17 km² živi 920 stanovnika, što čini gustoću naseljenosti od 100,95 st./km².
Selo se nalazi 17 kilometara istočno od Kroměříža, 11 kilometara sjeverno od Zlína i 246 kilometara istočno od Praga.
Prema povijesnim izvorima, Přílepy se prvi put spominje 1272. godine, a poznat je renesansnom dvorcu iz 15. stoljeća.

## Vanjske poveznice
- (češ.) Službene stranice mjesta i općine Přílepy
- (češ.) Članak o mjesnom dvorcu na hrady.cz